# Valenzuela incoloratus
Valenzuela incoloratus är en insektsart som först beskrevs av Edward L. Mockford 1969.  Valenzuela incoloratus ingår i släktet Valenzuela och familjen fransvingestövsländor. Inga underarter finns listade i Catalogue of Life.